# O Portador
O Portador é uma minissérie brasileira produzida e exibida pela TV Globo de 10 a 20 de setembro de 1991, em 8 capítulos.
Com argumento de Herval Rossano e roteiro de José Antônio de Souza, colaboração de Aziz Bajur, direção de Mauro Mendonça e direção geral de Herval Rossano.
Contou com Jayme Periard, Jonas Bloch, Lília Cabral e Dedina Bernardelli nos papéis principais.

## Enredo
O empresário Léo contrai o vírus HIV por meio de uma transfusão de sangue quando fora uma das vítimas de um acidente aéreo, durante uma viagem a Manaus. Passada a fase do pânico, sua primeira reação é encontrar quem o contaminou. Para isso, Léo faz uma verdadeira "via-crúcis" atrás de todos os passageiros do avião, deparando-se com diversas situações e pessoas, cada qual exibindo um perfil de comportamento intimamente ligado a tudo que se fala a respeito da doença.
Alguns suspeitos: Álvaro, casado, mas chegado a conquistas amorosas; Aurélio, homossexual discreto que está com o namorado em fase terminal; Janjão e Dodora, casal obeso que enfrentou problemas com a polícia pelo tráfico de sangue; Alfredão, de comportamento estranho de quem se suspeita ser bissexual; Dagoberto, homem intimamente ligado às farras, que vive à noite.
Léo trabalha numa firma de congelados, na qual tem como sócios dois amigos, o casal Reginaldo e Luciana. Reginaldo tenta ajudá-lo, mas enfrenta o preconceito da própria mulher, que não quer manter contato com Léo. Enquanto realiza sua dramática busca, Léo enfrenta toda a sorte de discriminação e se preocupa em não transmitir a doença, conseguindo, inclusive, um relacionamento emocionante com Marlene, uma antiga namorada que passa a ajudá-lo, trazendo-lhe harmonia e equilíbrio com amor e sexo.

## Elenco
| Interprete          | Personagem        |
| ------------------- | ----------------- |
| Jayme Periard       | Léo               |
| Dedina Bernardelli  | Marlene           |
| Jonas Bloch         | Reginaldo         |
| Lília Cabral        | Luciana           |
| Zezé Polessa        | Vilma             |
| Ricardo Blat        | Alencar           |
| Mayara Magri        | Jacira            |
| Pedro Vasconcelos   | Victor            |
| Othon Bastos        | Dr. Cerqueira     |
| Jonas Mello         | Alfredão          |
| Theresa Amayo       | Laurita           |
| Edwin Luisi         | Aurélio           |
| Roberto Pirillo     | Álvaro            |
| Ricardo Petraglia   | Vicente           |
| Ivan de Albuquerque | Dagoberto         |
| Victor Branco       | César             |
| Ana Cristina Gallo  | Soninha           |
| Raymundo de Souza   | Oscar             |
| Françoise Forton    | Patrícia          |
| Alcione Mazzeo      | Rosália           |
| César Pezzuoli      | Dr. Romeu         |
| Márcia Couto        | Regina            |
| Nena Camargo        | Ulisses (Nem)     |
| Cristina Mullins    | Débora            |
| Kate Hansen         | Delegada Rose     |
| Lafayette Galvão    | Janjão            |
| Wilza Carla         | Dodora            |
| Camilo Bevilacqua   | Marques           |
| Andréa Veiga        | Eliane            |
| Kimura Schetino     | Fubá              |
| Sarita Rodrigues    | Marilu            |
| Hélio Ribeiro       | Dr. Avelar        |
| Tony Ferreira       | Comandante Ramos  |
| Aracy Cardoso       | Ruth              |
| Hemílcio Fróes      | Sandro            |
| Marly Bueno         | Edite             |
| Carlos Duval        | Isauro            |
| Jairo Arco e Flexa  | Sacramento        |
| Leonardo Franco     | Comandante Pessoa |
| Leonora Soledade    | Cíntia            |
| Débora Catalani     | Vânia             |
| Heloísa Machado     | Guiomar           |
| Cláudia Vianna      | Virgínia          |
| André Luís          | Quiquito          |

## Repercussão
- A obra tratou do assunto dos portadores da AIDS numa época em que a epidemia era pouca explorada pelos meios de comunicação, sem, no entanto, causar desespero aos telespectadores, tampouco tornar-se didática. Os autores discorreram sobre o tema apresentando realismo.[4]
- A minissérie recebeu elogios do presidente da Associação Brasileira Interdisciplinar de Aids, Herbert Daniel, do sociólogo Herbert de Souza, o Betinho, e do médico Mário Barreto Corrêa Lima, do Hospital Gaffrée e Guinle, um dos centros de referência de tratamento da Aids no Rio de Janeiro.[4]